# 間宮信高
間宮 信高（まみや のぶたか）は、安土桃山時代の武将。

## 生涯
後北条氏の重臣である間宮康俊の四男として生まれ、同族で甲斐武田氏の家臣であった間宮繁高の名跡を継いだという。最初北条氏政、後に武田勝頼に仕え、主に水軍を率いて活躍した。天正10年（1582年）織田氏・徳川氏による甲州征伐の際には徳川方につき、徳川軍の糧道を確保するという武功を立てた。戦後1200石を与えられて家臣に取り立てられ、船大将のひとりとなり駿河や甲斐に駐在した。天正12年（1584年）小牧・長久手の戦いでは同僚の小浜景隆とともに戸田忠次の配下として出陣し、伊勢国で九鬼氏と戦って武功があった。同年の蟹江城合戦では岡部長盛らとともに水軍を率いて戦ったが、増援として蟹江城入城を試みる九鬼嘉隆の水軍と交戦中に戦死した。